# إريك أندرسن (مبارز بالسيف)
إريك أندرسن هو مبارز بالسيف دنماركي، ولد في 5 مارس 1919 في أودنسه في الدنمارك، وتوفي في 8 مارس 1993 في Birkerød Municipality ‏ في الدنمارك.

## وصلات خارجية
- إريك أندرسن على موقع أوليمبيديا (الإنجليزية)